# Marianne Scheel
Marianne Scheel (später Marianne Baumann-Scheel, Marianne Graef; * 23. Januar 1902 in Flensburg; † 13. Januar 2002 in Kranzlhofen, Ortsteil von Velden am Wörther See) war eine deutsche Kinderbuchillustratorin und -autorin.

## Leben und Werk
Marianne Scheel war das älteste von vier Kindern des aus einem alten Fehmarner Bauerngeschlecht stammenden Rechtsanwaltes Christian Peter Scheel und seiner aus einem Leipziger „guten Haus“ kommenden Frau Clara, geb. Hiersche. Die Naturverbundenheit des Vaters und die künstlerische Begabung der (früh verstorbenen) Mutter vererbten sich auf die junge Frau, die als 18-Jährige nach Leipzig zog, um sich an der Staatlichen Akademie für graphische Künste und Buchgewerbe ausbilden zu lassen.
„Die Ausbildung dort war auf das Buch als Einheit konzentriert und so wurde ich ganz von selbst zum künstlerisch gestalteten Buch geführt. Das Kinderbuch speziell bot besondere reizvolle Möglichkeiten der farbigen Gestaltung, des ursprünglichen Ausdruckes und der Natürlichkeit“ (Marianne Scheel, 1982). Hans Soltmann vermittelte als Grundlagen die Natur-, Akt- und Porträtstudien. Der Lehrer für Buchgraphik Walter Buhe, ein Schüler Emil Orliks, unternahm mit seiner Klasse, „alle wirtschaftlichen und politischen Schwierigkeiten überwindend, weite Reisen in die östlichen und südöstlichen Länder, deren Folklore ihm besonders lag.“ Zu den Reisezielen zählten Ungarn, Siebenbürgen, Litauen, Polen, Tschechoslowakei. In den letzten Studienjahren 1924 bis 1927 war Marianne Scheel Meisterschülerin von Hugo Steiner-Prag. In dieser Zeit erschien bereits ihr erstes Bilderbuch Peters Ferien (1925).
Aus ihrer Akademiezeit stammen auch ihre Bekanntschaften mit den Künstlerkollegen Friedrich Böer und Ernst Graef, ihrer späteren Verlegerin Bettina Kiepenheuer und ihrem späteren Mann Heinz Baumann, damals Student der Volkswirtschaft und Bruder einer Kollegin. Das Paar heiratete 1931 und zog zwei Jahre später, nach dem Studienabschluss des Mannes, nach Berlin-Dahlem. 
Das Ambiente der Metropole brachte der Künstlerin „die eigentlichen Verbindungen und Aufträge und auch Anerkennung“. In den 1930er- und 1940er-Jahren erschienen, hauptsächlich in den Verlagen Herbert Stuffer und Atlantis, Marianne Scheels bedeutendste Kinder- und Bilderbücher, unter anderem Die Kinder am Meer (1933), Krischan der Bauernjunge (1934), Die Jahreszeiten (1936), Zwieselchen (1938), Kommt mit zum Handwerksmann! (1942), Die Reise mit Zebi (1947). In Kinder am Meer flossen die Skizzen ihrer Studienreise durch das Baltikum ein; das sehr erfolgreiche Buch, ihr erstes im Stuffer Verlag, wurde bis 1943 achtmal neu aufgelegt. Als 1934 Krischan der Bauernjunge mit Fotomontagen von Friedrich Böer erscheinen sollte, wurden diese vom neuen Regime untersagt. Marianne Scheel wurde vom Stuffer Verlag beauftragt, gemeinsam mit Ernst Graef die fotografischen Bildvorlagen in künstlerische Illustrationen umzusetzen. Kommt mit zum Handwerksmann! erschien 1942 als Bilderbuch in der ungewöhnlichen Form eines Leporellos. Beim ersten Aufklappen wird nur ein Haus sichtbar; mit jeder weiteren Entfaltung wird die Straße mit Handwerkerszenen breiter, bis zuletzt 1,80 Meter Bildfläche erreicht werden. Auch dieses Buch war ein Publikumserfolg und erschien 1955 in 3. Auflage.
Bettina Kiepenheuer, seit 1933 mit Martin Hürlimann, dem Inhaber des Atlantis-Verlags, verheiratet und später eine Expertin für und Sammlerin von Kinderbüchern, urteilte über Marianne Scheel: „Ihre Fähigkeit, die Ereignisse in der Natur kindertümlich darzustellen, das Wachstum einer Kartoffel etwa, das Leben der Vögel, die Arbeiten im Garten, aber auch das Leben auf einem Bauernhof mit all seinem lebendigen Viehzeug, alle diese Dinge vermochte sie in eine künstlerische Form umzusetzen, die ansprechend auf Kinder und Eltern wirkte. Aber auch für poetische Texte, Gedichte und Prosa, fand sie den richtigen Ton.“
Marianne Scheel hat auch Texte bekannter Autoren ihrer Zeit illustriert: Werner Bergengruens Zwieselchen (1938) war sehr erfolgreich und wurde noch dreißig Jahre später neu aufgelegt; es wurde auch ins Schwedische und Japanische übersetzt. Der renommierte Kinderbuchsammler Hubert Göbels bezeichnete dieses Buch als „geglückten Sonderfall“ im Gesamtwerk Bergengruens. Luise Rinsers Tiere in Haus und Hof (1942) wurden dem Kindergartenkind durch großflächige Bildtafeln nähergebracht. Für das Sachbuch Geheimnisse der Bienenburg (1962) steuerte der Biologe Karl von Frisch, der spätere Nobelpreisträger, sein Fachwissen und das Vorwort bei. 
Nach der Zerstörung der Berliner Wohnung durch Bombenangriffe zog das Ehepaar 1942 nach Rennweg in Oberkärnten. Alles in dieser ländlichen Umgebung „bot sich zum Zeichnen oder Malen an: die Berge mit den klaren Farben und den tiefen Schatten, die Herbsttage in Rot und Gold, die Wintertage mit dem dunkelblauen Himmel über strahlendem Weiß – aber auch Nebel, ansteigendes Wasser, brausender Bach, die Menschen, so naturgewachsen wie sie eben waren, die Tiere – es wurde noch ausschließlich mit Pferden und Ochsen gearbeitet – und vor allem die Kinder.“. Ein Resultat dieser neuen Inspirationen war Die Geschichte von der Wiese (1945).
1947 veröffentlichte Marianne Scheel mit Die Reise mit Zebi das bedeutendste unter ihren selbst geschriebenen Kinderbüchern, das ein Kind in der Auseinandersetzung mit seiner realen und seiner phantasierten Umwelt zeigt. „Peter wagt die Reise mit seinem Stofftier Zebi, einem Zebra, das auf wundersame Weise lebendig wird und ihn zu anderen Zauberwesen führt. Er stellt sich Bedrohungen, bewältigt Ängste und besteht Gefahren.“ „In den filigranen Schwarz-Weiß-Federzeichnungen […] verdichtet sich die poetische Begabung der Künstlerin – eine Ausnahmeerscheinung in der eher konventionellen Bilderwelt der Nachkriegszeit!“
1948 wurde die Ehe mit Heinz Baumann geschieden. 1950 kehrte Marianne Scheel in die Großstadt zurück, diesmal nach München. In dieser Zeit entstanden die Bücher Tunt (1954), Tunts Heimkehr (1956) und Das Haus zum Regenbogen (1958). Letzteres erhielt im Erscheinungsjahr gleich drei Auszeichnungen, den Bilderbuchpreis des Jahres 1958, die Aufnahme in die Liste der 50 schönsten Bücher des Jahres (aller Kategorien), die Einreihung des Buchumschlags unter die schönsten 50 Umschläge. In einer WDR-Besprechung hieß es: „… die Bilder, ganzseitig in Regenbogenfarben strahlend, ergänzen den Text aufs glücklichste. Sie zeugen von künstlerischem Vermögen und zeichnerischem Witz, sie sind sicher in der Farbgebung und bestechend in der Linienführung …“
1967 nahm Scheel an der Biennale der Illustrationen in Bratislava (BIB) teil, 1970 an der Internationalen Ausstellung der Illustratoren in Bologna. 
1969 begann Marianne Scheels letzter, ebenfalls langer, „dritter Lebensabschnitt“, wie sie ihn selbst nannte. Sie heiratete, nach dem Tode seiner Frau, Ernst Graef, den Künstlerkollegen aus den Akademietagen. Graef war ebenfalls in den Kriegsjahren nach Kärnten gezogen und dort geblieben. Das Paar bezog eine Wohnung mit Garten in Kranzlhofen, einem Ortsteil von Velden am Wörther See. Ab diesem Zeitpunkt arbeitete Marianne nicht mehr an Kinderbüchern, nahm aber teil an der Arbeit ihres Mannes. Sie starb zehn Tage vor ihrem 100. Geburtstag und wurde an der Seite ihres – bereits 1985 verstorbenen – Mannes beerdigt.
Anlässlich des 80. Geburtstags 1982 wurde Marianne Scheel durch die Ausstellung ihres Gesamtwerkes Kinderbücher und freie Arbeiten 1925–69 in der Internationalen Jugendbibliothek München (IJB) geehrt.

## Bibliographie (Auswahl)
Ein komplettes Werksverzeichnis ist im Ausstellungskatalog 1983 (siehe unter Literatur) verfügbar.

### Text und Illustration
- Peters Ferien. 16 S. Schlüter, Leipzig 1925.
- Die Reise mit Zebi oder die wunderbaren Begebenheiten an Peters Geburtstag. 36 S. Herbert Stuffer, Baden-Baden 1947, Neuauflage 1960.
- Das Haus zum Regenbogen. 13 S. Atlantis-Kinderbücher, Zürich/Freiburg 1958.
- Schornebogs Wald. Eine Geschichte von zwei Brüdern und zwei verschwundenen Vögeln. 14 Bl. Atlantis-Kinderbücher, Zürich/Freiburg 1961.
- Was es im Walde gibt. Leporello. Ernst Kaufmann, Lahr, o. J. (circa 1961).
- Die Wochentage. Unveröffentlichtes Manuskript. 1965.
- Spiegelchen. Unveröffentlichtes Manuskript. 1969.

### Illustration
- Carl von Bremen: Die Kinder am Meer oder So ist das Leben in Tizo. 161 S. Herbert Stuffer, Berlin 1933, Neuauflagen bis 1943.
- Friedrich Böer: Krischan der Bauernjunge oder Leben und Arbeit auf dem Lande. Mit farbigen Bildern und Zeichnungen von Ernst Graef und Marianne Scheel. 30 S. Herbert Stuffer, Berlin 1934, Neuauflage 1943.
- Bettina Kiepenheuer: Die Jahreszeiten. 40 S. Atlantis Kinderbücherei, Berlin/Zürich 1936, Neuauflage 1942.
- Werner Bergengruen: Zwieselchen. 175 S. Thienemann, Stuttgart 1938, Neuauflagen bis 1965. 
  - Übersetzungen ins Schwedische (1953) und Japanische (1958).
- Hans-Wilhelm Smolik: Das große Frühjahrswecken und andere Naturmärchen. 45 S. Atlantis, Berlin 1939.
- Luise Rinser-Schnell: Tiere in Haus und Hof. 10 Bl. Atlantis Kinderbücherei, Berlin/Zürich 1942.
- Hanna Schachenmeier: Kommt mit zum Handwerksmann!. Leporello. Herbert Stuffer, Baden-Baden 1942, Neuauflagen bis 1955.
- Suzanne Oswald: Die Geschichte von der Wiese. 26 S. Atlantis-Kinderbücher, Zürich 1945, Neuauflage 1953.
- Gertrud Bechtel-Vogt: Tunt oder Die unerhörte Geschichte einer langen Reise. 243 S. Herbert Stuffer, Baden-Baden 1954, Neuauflage 1958.
- Gertrud Bechtel-Vogt: Tunts Heimkehr. 2. Teil und Ende von Tunts langer Reise. 219 S. Herbert Stuffer, Baden-Baden 1956.
- Jakob Streit: Bergblumenmärchen. 61 S. Atlantis, Zürich/Freiburg im Breisgau 1954
- Roderich Thun: Geheimnisse der Bienenburg. 10 Bl. Mit einem Vorwort von Karl von Frisch. [Reihe Geheimnisvolle Welt]. Schreiber, Eßlingen 1962.
- Ernst Heimeran: Zauber der Weihnacht. 108 S. Ernst Heimeran, München 1962.
- Bettina Hürlimann: Klein und Groß. 16 Bl. Atlantis-Zwergenbücher Nr. 6, Freiburg im Breisgau 1965.
- Ruth Sawyer: Das allerkleinste Eselchen. [Übersetzt von Erika Ziha]. 76 S. Domino, Günther Brinek, München 1967